# وایومینگ (رود آیلند)
وایومینگ (به انگلیسی: Wyoming) شهری در ایالت رود آیلند کشور ایالات متحده آمریکا است که جمعیت آن در سرشماری سال ۲۰۱۰ میلادی، ۲۷۰ نفر بوده‌است.